# Grupo Comandos de Selva (IWIAS)
'Iwias' o 'Arutams'es un grupo militar de élite del ejército ecuatoriano integrado por indígenas amazónicos del Ecuador en el que predominan los pueblos shuar y achuar. Es considerado el grupo de élite más letal del país y sus intervenciones en conflictos militares los ha hecho pieza clave de la conformación de la defensa de la región amazónica de ese país.

## Misión
La misión de la Escuela de "Iwias" es formar soldados de infantería de selva con el personal nativo de la región amazónica. Perfeccionar al personal de voluntarios para el ascenso de soldado a cabo segundo y de cabo primero a sargento segundo.

## Historia
Después del Conflicto de Paquisha (1981), el coronel de Estado Mayor, Gonzalo Barragán, planteó al Alto Mando del ejército ecuatoriano la formación de un grupo especial integrado exclusivamente por indígenas de la región oriental ecuatoriana que se conoció como la Fuerza IWIA.
En 1995 intervinieron en los combates ocurridos, contra las tropas peruanas, en el Conflicto del Alto Cenepa en los sectores de la “Y”, Cueva de los Tayos, Base Sur, Coangos y junto a las riberas del río Cenepa. En este conflicto, el grupo de élite tomó protagonismo al demostrar sus cualidades de combate.
En el año 2006, mediante orden de comando, la Escuela de "Iwias" se separa del que era el Batallón de Operaciones Especiales N° 23, dedicándose totalmente a formar soldados de élite para combatir en selva.
Desde su formación esta unidad es considerada en Ecuador como la fuerza más letal que posee el ejército ecuatoriano. Hasta la fecha se han graduado más de 18 promociones, que han formado parte de las unidades de la IV División de Ejército ”Amazonas”, y al Batallón de Operaciones en Selva N° 47 "IWIAS".
Entre las tradiciones más antiguas de la etnia Shuar se encuentra la reducción de cabezas, conocidas como tsantsas. Estas eran capturadas de sus enemigos conservando el poder de Arutam. Un lema de los Iwias es "Jamás vencidos", en parte porque no fueron conquistados por los españoles durante la conquista de América y derrotaron incursiones incas guíadas por Huayna Capac en 1527.

## Conformación

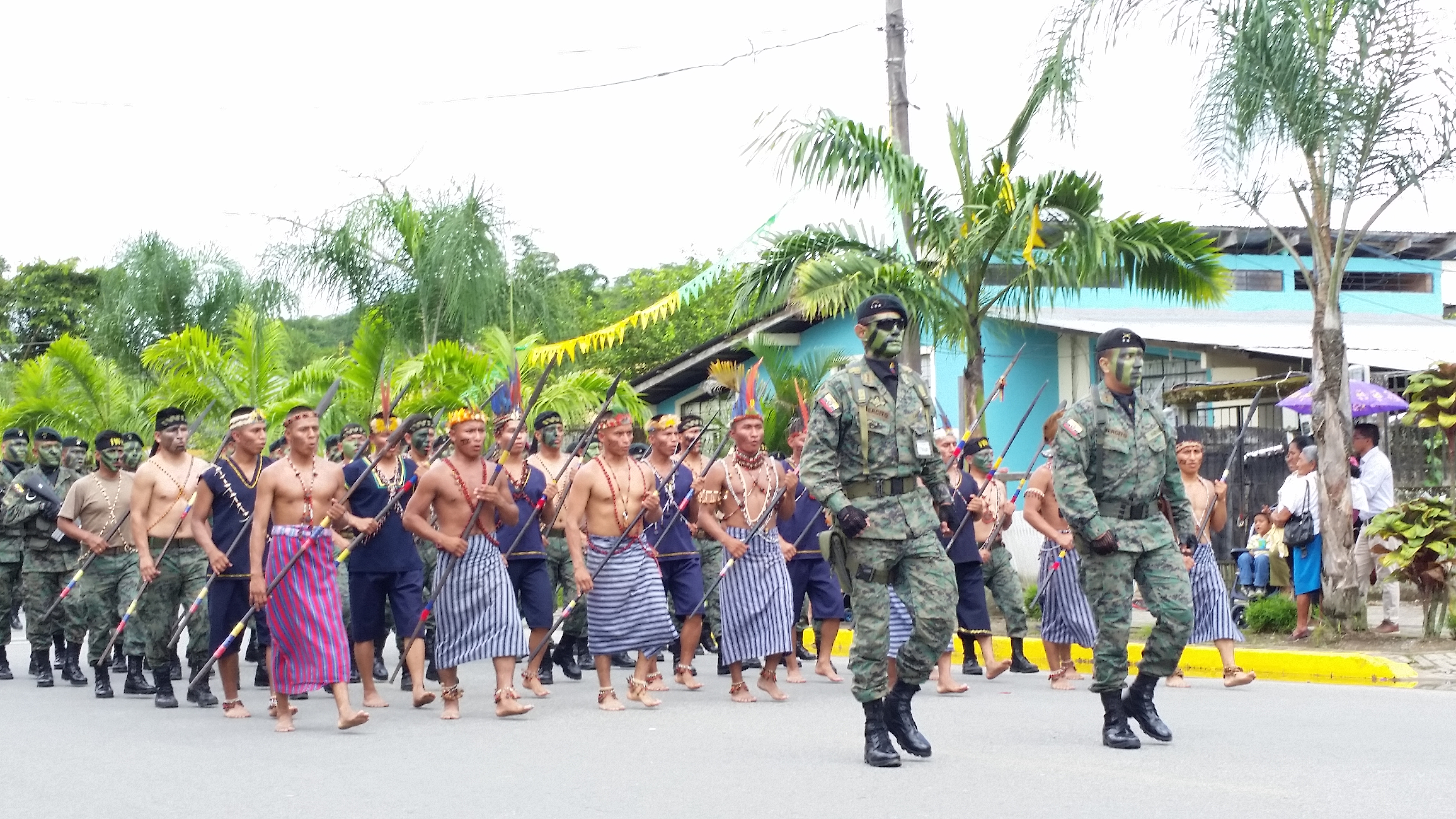
Soldados del Grupo Comandos de Selva Iwias desfilando en Tena

Las fortalezas innatas de los indígenas amazónicos han sido clave para su integración como brazo armado del Ejército Ecuatoriano, demostrando capacidades de supervivencia, exploración y ataque efectivo en la zona amazónica.
Alrededor de la mitad del territorio del Ecuador es amazónico, así que la implementación de un grupo élite conformado por nativos de esa región hace que dicho país reaccione ante amenazas de su región.
El grupo está conformado por las etnias de la región amazónica del Ecuador. Entre las principales se encuentran:

### Shuar
Los guerreros shuar, legendarios por sus guerras, pertenecen a una etnia que tiene lazos familiares con los achuar, huaoranis y con los temibles tagaeris (más conocidos como “Aucas”) y taromenames que se aislaron voluntariamente de la civilización con la llegada de los españoles. 
Esta comunidad (más de 100.000 indígenas) se encuentra en las provincias ecuatorianas de Morona Santiago, Napo, Pastaza y Zamora.

### Secoyas, Shiviar y Quichuas amazónicos

Iwias Structure

Lo integran en menor número.

## Cursos y especialidades
La Escuela de IWIAS especializa al personal de voluntarios y oficiales en los siguientes cursos:

### Iwia
Iwia significa “demonio de la selva”.
El entrenamiento de este curso es para misiones de combate en selva como parte de un equipo de combate, mediante la aplicación de técnicas de operaciones especiales.

### Wañuchic
Wañuchic significa matador o asesino de la selva, cazador, apto para la cacería y para contrarrestar el ataque de sus adversarios cuando se encuentran en conflicto con otra tribu.

### Ñaupak
Ñaupac significa el que precede, que va adelante, precursor.
Se encuentra capacitado para realizar infiltraciones empleando medios fluviales, aéreos y terrestres a fin de seleccionar helipuertos, tomar cabezas de playa y hacer rescates desde helicópteros, optimizando las operaciones especiales en selva.

### Tayuwa
Tayuwa se refiere al ave de nombre “tayo”, habita en las cavernas (cueva de los tayos), proviene de la lengua shuar, que traducido quiere decir explorador. 
Su entrenamiento le permite aplicar técnicas de exploración en selva, cuevas, cavernas y ríos mediante la utilización del material y equipo especial, para aprovechar el terreno y apoyar a las operaciones.

### Arutam
Es el dios shuar de la naturaleza y señor de las cascadas, ecólogo.
Está en capacidad de aplicar conocimientos ancestrales en lo referente a medicina natural, confección y uso de venenos así como también la conservación de la flora y fauna de la región oriental.
Las mejores promociones de “Iwias”, fueron asignados como instructores de la Escuela de Selva “Capitán Giovanni Calles”, para enseñar a los aspirantes técnicas de combate en los diferentes escenarios selváticos.

## Cooperación internacional
En el ámbito de cooperación internacional, algunos instructores Iwias capacitan a oficiales de países amigos como Gran Bretaña, Francia, EE.UU., Brasil, Chile, Venezuela y las Guayanas.